# Leigh Creek
Leigh Creek (inicialmente Leigh's Creek) é uma localidade originada da mineração de carvão no centro-leste do estado australiano da Austrália Meridional. De acordo com o censo australiano de 2006, a população da cidade é de 549 habitantes.

## História
A área em na qual Leigh's Creek se formou recebeu o nome do primeiro pioneiro, Harry Leigh, em 1856. O carvão foi descoberto em pequenas quantidades extraídas a partir de 1888 de uma mina subterrânea. A cidade a servir de base à mina na época era chamada de Copley, referência a William Copley, um político sul-australiano, deputado e comissário de Crown Lands ("Terras da Coroa"). Entretanto, o carvão não foi extraído em quantidades significativas até 1943 num esforço para fazer a Austrália Meridional autossuficiente em suas necessidades energéticas, com menor dependência de Nova Gales do Sul.

## Mineração carvoeira
A atual operação em mina a céu aberto para hulha de grau inferior e sub-betuminosa frequentemente referida em inglês como 'hard brown coal or just brown coal. A hulha é transportada por ferrovia ao longo de 250 km às usinas termoelétrica nas proximidades de Port Augusta no lado leste do Golfo Spencer.

## Redução e fechamento
Após vários anos de redução na extração carbonífera, em 30 de julho de 2015, a Alinta Energy divulgou as datas de fechamento das operações das três instalações sob sua responsabilidades dentro de 12 meses e não pretendia operá-las além de março de 2017 e poderia fechá-las a partir de março de 2016. Em 7 de outubro de 2015, foi confirmado que as operações de mineração foram encerradas em 17 de novembro de 2015.

## Clima
| Dados climatológicos para Leigh Creek, Austrália Meridional | Dados climatológicos para Leigh Creek, Austrália Meridional | Dados climatológicos para Leigh Creek, Austrália Meridional | Dados climatológicos para Leigh Creek, Austrália Meridional | Dados climatológicos para Leigh Creek, Austrália Meridional | Dados climatológicos para Leigh Creek, Austrália Meridional | Dados climatológicos para Leigh Creek, Austrália Meridional | Dados climatológicos para Leigh Creek, Austrália Meridional | Dados climatológicos para Leigh Creek, Austrália Meridional | Dados climatológicos para Leigh Creek, Austrália Meridional | Dados climatológicos para Leigh Creek, Austrália Meridional | Dados climatológicos para Leigh Creek, Austrália Meridional | Dados climatológicos para Leigh Creek, Austrália Meridional | Dados climatológicos para Leigh Creek, Austrália Meridional |
| Mês                                                         | Jan                                                         | Fev                                                         | Mar                                                         | Abr                                                         | Mai                                                         | Jun                                                         | Jul                                                         | Ago                                                         | Set                                                         | Out                                                         | Nov                                                         | Dez                                                         | Ano                                                         |
| ----------------------------------------------------------- | ----------------------------------------------------------- | ----------------------------------------------------------- | ----------------------------------------------------------- | ----------------------------------------------------------- | ----------------------------------------------------------- | ----------------------------------------------------------- | ----------------------------------------------------------- | ----------------------------------------------------------- | ----------------------------------------------------------- | ----------------------------------------------------------- | ----------------------------------------------------------- | ----------------------------------------------------------- | ----------------------------------------------------------- |
| Temperatura máxima recorde (°C)                             | 46,3                                                        | 45,4                                                        | 41,5                                                        | 37,3                                                        | 30,3                                                        | 27,7                                                        | 26,3                                                        | 32,0                                                        | 37,7                                                        | 41,1                                                        | 45,2                                                        | 45,4                                                        | 46,3                                                        |
| Temperatura máxima média (°C)                               | 35,5                                                        | 34,5                                                        | 31,1                                                        | 26,2                                                        | 20,9                                                        | 17,7                                                        | 16,6                                                        | 19,1                                                        | 23,2                                                        | 26,7                                                        | 30,5                                                        | 33,0                                                        | 26,2                                                        |
| Temperatura mínima média (°C)                               | 20,7                                                        | 20,4                                                        | 17,3                                                        | 12,9                                                        | 8,7                                                         | 5,4                                                         | 4,7                                                         | 6,1                                                         | 9,3                                                         | 12,4                                                        | 16,1                                                        | 18,6                                                        | 12,7                                                        |
| Temperatura mínima recorde (°C)                             | 11,0                                                        | 10,5                                                        | 6,7                                                         | 2,2                                                         | −0,7                                                        | −1,7                                                        | −2,4                                                        | −1,2                                                        | 0,9                                                         | 2,5                                                         | 6,1                                                         | 8,6                                                         | −2,4                                                        |
| Precipitação (mm)                                           | 20,2                                                        | 28,7                                                        | 20,3                                                        | 13,1                                                        | 16,1                                                        | 17,2                                                        | 17,4                                                        | 15,6                                                        | 18,3                                                        | 18,6                                                        | 19,0                                                        | 24,2                                                        | 228,5                                                       |
| Dias com precipitação                                       | 3,4                                                         | 3,0                                                         | 2,7                                                         | 2,6                                                         | 4,0                                                         | 5,1                                                         | 6,6                                                         | 4,8                                                         | 4,8                                                         | 4,4                                                         | 4,7                                                         | 4,1                                                         | 49,7                                                        |
| Fonte: 28 de julho de 2016                                  |                                                             |                                                             |                                                             |                                                             |                                                             |                                                             |                                                             |                                                             |                                                             |                                                             |                                                             |                                                             |                                                             |